# Bataille d'Irapa
Campagne d'Orient (1813)
(Guerre d'indépendance du Venezuela)
Batailles
m
- Güiria
- Irapa
- Maturín (1re)
- Maturín (2e)
- Alto de Los Godos

La bataille d'Irapa est un affrontement militaire de la guerre d'indépendance du Venezuela entre les républicains vénézuéliens commandés par José Francisco Bermúdez (es) et les forces royalistes espagnoles dirigées par Francisco Cerveriz. Effectuée le 15 janvier 1813, c'est la deuxième bataille de la campagne d'Orient effectuée par Santiago Mariño pour libérer la partie orientale du Venezuela du joug espagnol.

## Contexte
La prise de la ville de Güiria par Santiago Mariño, le 13 janvier 1813, permet à José Francisco Bermúdez (en) de l'utiliser comme tête de pont pour lancer son expédition sur Cumaná. Le 15 janvier, il arrive à Irapa, qui est sur sa route.

## Déroulement
José Francisco Bermúdez (en) affronte la garnison royaliste d'Irapa et prend la ville.

## Conséquences
La prise d'Irapa permet à Bermúdez de continuer sa route vers Cumaná.